# Steinbrut
Die Steinbrut ist eine Bienenkrankheit. Dabei löst der Schimmelpilz Aspergillus flavus Infektionen bei der Brut und Erwachsenen aus. Die Kalkbrut ist eine ähnliche Krankheit.